# Dethklok
Dethklok — мелодик-дэт-метал-группа из США. Как вымышленная — это главные герои мультсериала Металлопокалипсис, а как настоящая — это один из создателей мультсериала Брендон Смолл и другие музыканты. Их первый альбом The Dethalbum вышел 25 сентября 2007 года. 29 сентября 2009 года вышел второй альбом группы под названием The Dethalbum II. Большинство песен группы связаны с вышеупомянутым сериалом, а их фрагменты или урезанные версии используются в качестве саундтреков.

## Состав

### Вымышленный

#### Нэйтан Эксплоужен
Нэйтан Эксплоужен (англ. Nathan Explosion) — вокалист, автор текстов песен и лидер группы. Манера пения — низкий вокал, почти гроулинг. Отличается крепким телосложением, большой физической силой, а также сильным, зычным голосом. Только он решает, какие песни попадут в альбом. Подозрителен, недоверчив, но при этом может быть легко внушаем. Его мышление является вязким, неторопливым, слегка заторможенным. Он так и не окончил среднюю школу. Опасается людей с быстрым, острым интеллектом, опасается быть высмеянным и при намёке на подобную опасность защищается контр-нападением. Он не является чистокровным белым: он на четверть индеец. Сообщество Трибунал охарактеризовало его психотип как идентичный психотипу Сталина. Имя Эксплоужена носит марка соуса для барбекю. Сам Нэйтан способен поглощать его целыми бутылками, несмотря на то, что соус способен вызывать острую аллергическую реакцию. Его внутреннее животное — крокодил.

#### Уильям Мёрдерфейс
Уильям Мёрдерфейс (англ. William Murderface) — бас-гитарист группы. Играет на пятиструнном Gibson Thunderbird. Пожалуй, отличается наиболее сложным характером из всех участников группы. Отличается нарочито вульгарным, некультурным поведением, однако в глубине души весьма раним. В оригинальной озвучке обладает совершенно ужасной дикцией. Родители Уильяма погибли при весьма трагических обстоятельствах (отец зарезал мать бензопилой, а потом покончил с собой тем же способом). Малыша воспитали бабушка и дедушка (с бабушкой у Мёрдерфейса практически портретное сходство). Постоянно играет с ножом, преимущественно кромсая им мебель. В сообществе Трибунал про него было сказано следующее: «Гороскоп Уильяма Мёрдерфейса говорит о затаённой ярости, подавляемой в самом зародыше. Его отвращение к самому себе недвусмысленно проявляется в нанесении себе увечий, татуировках, злоупотреблении алкоголем и копрофилии…» Также он не в состоянии самостоятельно придумывать себе партии бас-гитары, поэтому их ему придумывает и показывает лидер-гитарист Сквизгаар, однако все бас-партии, сыгранные Уильямом, вырезаются из записи. Не исключено, что именно в связи с этим, Мёрдерфейс вынашивает план о создании сольного проекта «Planet Piss». Правда все попытки осуществить этот план были безуспешны. Также под маркой «Мёрдерфейс» выпускаются дверные ручки. Его внутреннее животное — белый тигр.

#### Сквизгаар Сквигельф
Сквизгаар Сквигельф (англ. Skwisgaar Skwigelf) — лидер-гитарист группы, родом из Швеции. Играет на Gibson Explorer. Самый быстрый в мире гитарист. Умён (имеет шведское высшее образование), но интересуется только гитарами  всем что с ними связано. Всей душой ненавидит голландцев. Обладатель нордической внешности (высокий рост, светлые волосы и голубые глаза) и необузданного, гипертрофированного сексуального темперамента. Испытывает необузданное половое влечение к пожилым и старым женщинам. Также отличается своеобразным скандинавским акцентом. Брезгливо относится к акустическим инструментам, в частности, к гитарам. В кадре почти всегда появляется со своей гитарой, на которой постоянно играет беззвучно одну и ту же партию. Примечательно, что даже в бассейне Сквизгаар находится с инструментом (из воды при этом торчит только гриф). Как и прочие члены группы, Сквигельф обладает собственной линейкой товаров. В данном случае это серия именных гитар, которые отличаются совершенно безумным дизайном (например, гитара с муравьиной фермой в корпусе). Страдает аллергией на кинзу. Его внутреннее животное — филин.

#### Токи Уортуз
Токи Уортуз (англ. Toki Wartooth) — ритм-гитарист, пришедший в группу не сразу (как видно в 1 серии третьего сезона, у них совсем другой гитарист (его имя Магнус Хаммерсмит)). Самый младший участник группы. Использует Gibson Flying V. Родом из Норвегии. Обладатель заметного акцента. Раним, сентиментален, меланхоличен и легко впадает в депрессию, и даже не пытается этого скрывать. Основной причиной депрессий является соперничество с лидер-гитаристом Сквизгааром, вытесняющим его в тень. В связи с этим пытался брать уроки музыки, но дело застопорилось на стадии изучения нот и их расположения на грифе. Находится в отличной физической форме. Пожалуй, наиболее культурный и интеллектуальный из всех участников группы; в культурности иногда перегибает палку. В свободное время помимо всего прочего занимается изготовлением моделей самолётов, ракет и пр. «Именной» товар Уортуза — конфеты в форме змей, пентаграмм и т. п. Из-за чрезмерного переедания этих конфет, Токи практически впал в инсулиновую кому и, соответственно, чуть не заработал сахарный диабет. Известно, что у Уортуза нет водительских прав, так что при необходимости его должны подвозить члены группы, хотя в нетрезвом состоянии способен угнать чью-нибудь машину (см. сер. 17 первого сезона). Его внутреннее животное — кролик.

#### Пиклз
Пиклз (англ. Pickles The Drummer) — играет на ударной установке. Неизвестно, «Пиклз» — его настоящее имя или фамилия. Однако его зовут не Тод, вопреки распространённой ошибке в русскоязычной части Интернета. Есть версия, что «Пиклз» это его прозвище (англ. Pickles — «солёный огурец») с «намёком» на то, что он пьёт много спиртного. Характерной особенностью его внешности являются огненно-рыжие дреды. Из всех участников группы самый разговорчивый и экстравертивный и, пожалуй, самый адекватный. На происходящие события реагирует быстрее остальных своих коллег. Неравнодушен к алкоголю. При острых проблемах часто уходит в запой. Имеет иммунитет почти ко всем известным наркотическим веществам. Перед тем, как стать участником Dethklok, был членом глэм-рок-группы Snakes’n’barrels (которая, вероятно, есть пародия на существующую в реальной жизни группу Guns N' Roses). Этого факта он несколько стыдится. Также интересным фактом является то, что он, по его словам, сделал себе аутофелляцию. Единственный в группе, у кого есть родственники помимо родителей (кроме Мёрдерфейса, у которого бабушка и дедушка) — а именно брат. Отношения у них крайне напряжённые, правда остальные члены группы этого не понимают. Его внутреннее животное — осьминог.

### Прототипы
Состав группы вымышлен, но по словам создателя сериала Брендона Смолла следующие известные рок-музыканты стали прототипами для персонажей мультсериала:
| Персонаж из сериала | Прототип                     | из групп(ы)         |
| ------------------- | ---------------------------- | ------------------- |
| Нэйтан Эксплоужен   | Джордж «Корпсграйндер» Фишер | Cannibal Corpse     |
| Уильям Мёрдерфейс   | Гизер Батлер                 | Black Sabbath       |
| Сквизгаар Сквигельф | Ингви Мальмстин              |                     |
| Токи Уортуз         | Окерфельдт, Микаэль          | Opeth               |
| Пиклз               | Роджер Тейлор                | Queen               |
| Пиклз               | Девин Таунсенд               | Strapping Young Lad |

## Состав группы

### Текущий состав
- Брендон Смолл — вокал, гитара, бас-гитара, клавишные
- Джин Хоглан — ударные

### Для живого выступления
- Брендон Смолл — вокал, гитара
- Брайан Беллер — бас-гитара, бэк-вокал
- Джин Хоглан — ударные
- Нили Брош[англ.] - гитара

### Бывшие участники
- Майк Кенилли — гитара, бэк-вокал

### Приглашённые музыканты
- Эмили Отем — скрипка в «Dethharmonic»

### Технический персонал
- Блача, Томми — сценарист
- Уайлд, Ульрих — продюсер

## Дискография
Вымышленные альбомы 
- 2006 — Dethklok (упоминается в серии Dethfashion)
- 2006 — Dethwater (упоминается в серии Dethwater)

 Настоящие альбомы 
- 2007 — The Dethalbum
- 2009 — Dethalbum II
- 2012 — Dethalbum III
- 2013 — The Doomstar Requiem
- 2023 — Dethalbum IV[англ.]